# Пневмосклероз
Пневмосклероз (дослівно «рубцювання легень»; терміни пневмофіброз та пневмоцироз можуть використовуватись як синоніми пневмосклерозу або як позначення його морфологічних варіантів) це захворювання легень, при якому легенева паренхіма рубцюється (заміщується сполучною тканиною — цей процес називається «склероз» чи «фіброз»), що призводить до серйозних проблем з функцією зовнішнього дихання. Надмірне формування фіброзної тканини призводить до потовщення стінок альвеол та зниження постачання кисню у кров. В результаті пацієнти мають постійну задишку.
У деяких пацієнтів можна визначити конкретну причину захворювання, в той час, як в інших причину знайти не вдається і тоді хворобу називають ідіопатичним легеневим фіброзом.
Наразі не існує лікування, що дозволило б позбутися такого ураження легень у вигляді заміни на сполучну тканину в результаті пневмосклерозу.